# Lijst van Belgische adelsverheffingen 1951
Personen die in 1951 in de Belgische adel werden opgenomen of een adellijke titel ontvingen.

## Graaf
- Baron Paul de Launoit, de titel graaf, overdraagbaar bij eerstgeboorte.

## Baron
- Jonkheer Fernand van Ackere, de titel baron, overdraagbaar bij eerstgeboorte.
- Jonkheer Robert de Borchgrave (1877-1958), bestuurder van vennootschappen, de titel  baron, overdraagbaar bij eerstgeboorte.
- Jonkheer Pierre Delvaux de Fenffe (1893-1965), de titel baron, overdraagbaar bij eerstgeboorte.
- Isidore Opsomer, kunstenaar, erfelijke adel en de persoonlijke titel baron.
- Pierre-Joseph Paulus de Châtelet, kunstenaar, erfelijke adel en de persoonlijke titel baron.

## Ridder
- Jonkheer Etienne de Geradon (1900-1980), wetenschappelijk medewerker Koninklijke Musea, de titel van ridder, overdraagbaar bij eerstgeboorte.

## Jonkheer
- Alfred Buysse (1892-1957), voorzitter nv Textilia, erfelijke adel.
- Louis Jacobs van Merlen (1882-1963), voorzitter Banque du Commerce d'Anvers, erfelijke adel.